# Vetrino (huyện)
Vetrino là một huyện thuộc tỉnh Varna, Bungaria. Dân số thời điểm năm 2001 là 7023 người.